# Ноель Кларк
Но́ель Е́нтоні Кларк (англ. Noel Anthony Clarke, нар. 6 грудня 1975 року) — англійський актор, режисер, сценарист. Найбільш відомий завдяки ролі Вімена Норріса в серіалі Auf Wiedersehen, Pet, а також ролі Міккі Сміта у популярному телесеріалі компанії BBC «Доктор Хто».
Кларк є лауреатом премії Лоуренса Олів'є 2003 року та премії BAFTA 2009 року. 2021 року отримав премію BAFTA за видатний британський внесок у кінематограф. Однак 29 квітня того ж року дію нагороди було призупинено через звинувачення у словесних образах, знущаннях та сексуальних зловживаннях від 26 різних жінок.

## Кар'єра

### Початок
Перша поява актора на телебаченні відбулася ще у 1999 році, але ролі у фільмах «Рідня», «Take 2», «Метросексуал» не принесли популярності. Наступного року Кларк зіграв у одному з епізодів серіалу «Рахунок». Примітно те, що за п'ять років до цього у цьому серіалі знявся Девід Теннант, з яким Ноелю Кларку довелось співпрацювати у серіалі «Доктор Хто».
Відомим же актора зробила роль Вімена Норріса у відновленому серіалі Auf Wiedersehen, Pet, яку він виконував протягом 2002—2004 років.
Крім того, Ноель Кларк працював у Королівському Придворному Театрі. У 2003 році за роль у п'єсі «Де ми живемо?» отримав Премію Лоуренса Олів'є в номінації «Найперспективніший новачок».

### Доктор Хто
Згодом, у 2005 році Кларку випала честь зіграти роль у ще одному поновленому серіалі — «Доктор Хто». Його новий персонаж, Міккі Сміт, з'явився вже у першій серії. Тоді він був просто хлопцем Роуз Тайлер, яку зіграла Біллі Пайпер. Але у другому сезоні на короткий час Міккі Сміт став супутником Доктора. Остання його поява в цій ролі відбулася в останній серії четвертого сезону — «Кінець мандрівки». Загалом за чотири роки Ноель Кларк знявся у 14 епізодах серіалу.

### Сценарист
Роботу сценаристом Ноель Кларк розпочав у 2005 році, коли написав сценарій до фільму Kidulthood («Юність», 2006), який було екранізовано 2006 року. Також він був режисером сиквелів цієї стрічки — фільмів Adulthood («Зрілість», 2008) і Brotherhood («Братерство», 2016), у яких, до того ж, знявся і сам.
Про свій перший режисерський досвід актор сказав: 
|  | Це був справжній виклик для мене, але труднощі лише стимулювали мою роботу. Режисерська робота — дуже важка, але якщо ви взяли на свої плечі її тягар, вона вам віддячить сповна.Оригінальний текст (англ.) Directing for the first time was definitely a challenge and tiring at times. It was a steep learning curve and if you’re willing to do stuff and go with it, then it pays off. |

Також за його сценарієм було знято одинадцятий епізод першого сезону спін-офу «Доктора Хто» — серіалу «Торчвуд».

### Інші роботи
У 2008 році Ноель Кларк знявся у відеокліпі на пісню «Invaders Must Die» з однойменного альбому гурту «The Prodigy».

## Нагороди
| Рік  | Премія          | Номінація                  |
| ---- | --------------- | -------------------------- |
| 2003 | Лоуренса Олів'є | Найперспективніший новачок |
| 2009 | БАФТА           | Найкраща зірка, що сходить |

## Фільмографія
| Рік       | Назва українською            | Оригінальна назва         | Роль                             | Примітки                               |
| --------- | ---------------------------- | ------------------------- | -------------------------------- | -------------------------------------- |
| 1999      | Рідня                        | Native                    | Віктор                           | короткометражка                        |
| 1999      |                              | Take 2                    | Джамал / Корнеліус               | короткометражка                        |
| 1999      | Метросексуал                 | Metrosexuality            | Квейм О'Райлі                    | телевізійна комедія                    |
| 2000      | Рахунок                      | The Bill                  | Ленні Кокс                       | єдиний епізод                          |
| 2001      | Суддя Джон Дід               | Judge John Deed           | Адам                             | єдиний епізод                          |
| 2001      | Розбудити небіжчика          | Waking the Dead           | епізодична роль                  | єдиний епізод                          |
| 2001      | Аварія                       | Casualty                  | Денні Олдфілд                    | три епізоди                            |
| 2002      | Останній янгол               | The Last Angel            | Кід                              | короткометражка                        |
| 2002      |                              | Licks                     | Девід                            | продюсер/сценарист, короткометражка    |
| 2002-2004 |                              | Auf Wiedersehen, Pet      | Вімен Норріс                     | 14 епізодів                            |
| 2003      | Лікарі                       | Doctors                   | Джим Бейкер                      | єдиний епізод                          |
| 2003      | Спатиму, коли помру          | I'll Sleep When I'm Dead  | Циріл                            |                                        |
| 2004      | Місто Холбі                  | Holby City                | Шон О'Коннор                     | три епізоди                            |
| 2004      | Дотик холоду                 | A Touch of Frost          | Кенні                            | єдиний епізод                          |
| 2005-2010 | Доктор Хто                   | Doctor Who                | Міккі Сміт / Ріккі Сміт          | 14 епізодів                            |
| 2006      | Пластик                      | Plastic                   | Джок                             | короткометражка                        |
| 2006      | Юність                       | Kidulthood                | Сем                              | сценарист                              |
| 2006      | Джейн Холл                   | Jane Hall                 | Стів Хіні                        | два епізоди                            |
| 2006      | Торчвуд                      | Torchwood                 |                                  | автор сценарію                         |
| 2007      | Подвійна драма               | Dubplate Drama            | Комендант гуртожитку             |                                        |
| 2007      | Найслабша ланка              |                           | Зіграв себе                      |                                        |
| 2008      |                              | West 10 LDN               | Майкл                            | сценарист                              |
| 2008      | Зрілість                     | Adulthood                 | Сем                              | режисер / сценарист                    |
| 2009      | Безсердечний                 | Heartless                 | Ей Джей                          |                                        |
| 2009      | Будка                        | Doghouse                  | Міккі                            |                                        |
| 2009      | Центуріон                    | Centurion                 | Макрос                           |                                        |
| 2009      | Секс, наркотики і рок-н-ролл | Sex & Drugs & Rock & Roll | Десмонд / Спаркі                 |                                        |
| 2009      | Велич                        | Huge                      | Кларк                            |                                        |
| 2010      |                              | 4.3.2.1                   | Ті                               | продюсер / режисер / сценарист / актор |
| 2013      | Стартрек: Відплата           | Star Trek Into Darkness   | Томас Харевуд                    |                                        |
| 2014      | Аномалія                     | The Anomaly               | рядовий Раян Рів / Аномалія № 66 | продюсер / режисер / сценарист / актор |
| 2017      | Німий                        | Mute                      | Стюарт                           |                                        |
| 2017      | Я вбиваю велетнів            | I Kill Giants             | Містер Моллє                     |                                        |
| 2021      | Афера Олівера Твіста         | Twist                     | Браунлоу                         | продюсер                               |